# Jaroslav Bruner-Dvořák
Jaroslav Bruner-Dvořák, narozený jako Jaroslav Bruner, (15. listopadu 1881 Přelouč – 2. dubna 1942 Praha) byl český fotograf.

## Život
Narodil se v Přelouči v rodině krejčího Václava Brunera. Byl nejmladším synem z celkem 12 dětí, z nichž se dospělosti dožilo jen osm. Do Prahy přišel s rodiči a spolu s bratrem Rudolfem. Po studiu na reálce se vyučil u svého bratra fotografem. Poté nastoupil na tři roky vojenskou službu a od roku 1905 byl trvale zaměstnán v rodinném podniku „Atelier Bruner-Dvořák“. Jaroslav získával stále významnější postavení jako Rudolfův pomocník a posléze jako neoficiální partner. V roce 1908 se spolupodílel na dokumentu, který souvisel s návštěvou parlamentní delegace u válečného loďstva v Terstu. Fotografie vyšly 24. ledna 1908 v časopise Český svět v počtu 21 snímků. V lednu 1909 pořídil bratr Rudolf závěť, podle níž se měl stát jediným dědicem Jaroslav. V roce 1914 fotografoval v Sarajevu následníka trůnu, během válečných let fotografoval pro chirurgické oddělení pražské Všeobecné nemocnice a krátce také pro armádu dokumentoval obsazené území v Srbsku. V roce 1918 spolu s bratrem zaznamenal říjnové a listopadové události v Praze. Po smrti bratra Rudolfa v roce 1921 se stal dědicem jeho díla a zavedené firmy. Pokračoval ve fotografování architektury a interiérů a rovněž se věnoval fotografování různých událostí, a to i v okolí prezidenta Masaryka. V roce 1935 se firma Jaroslav Brunera-Dvořáka i s celým archivem negativů přestěhovala z Palacké ulice čp. 720 do Pařížské čp. 209. Po Jaroslavově smrti v roce 1942 firma Bruner-Dvořák zanikla.

## Galerie

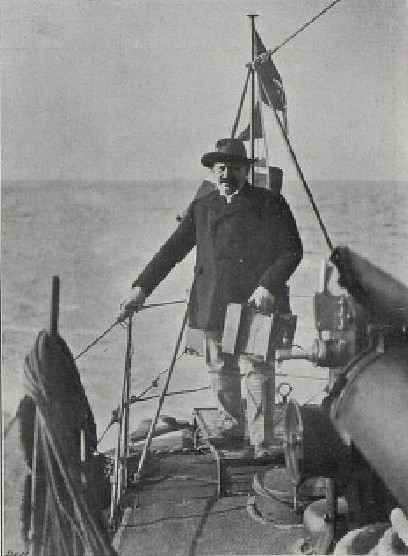
Fotograf Rudolf Bruner-Dvořák na palubě válečné lodi
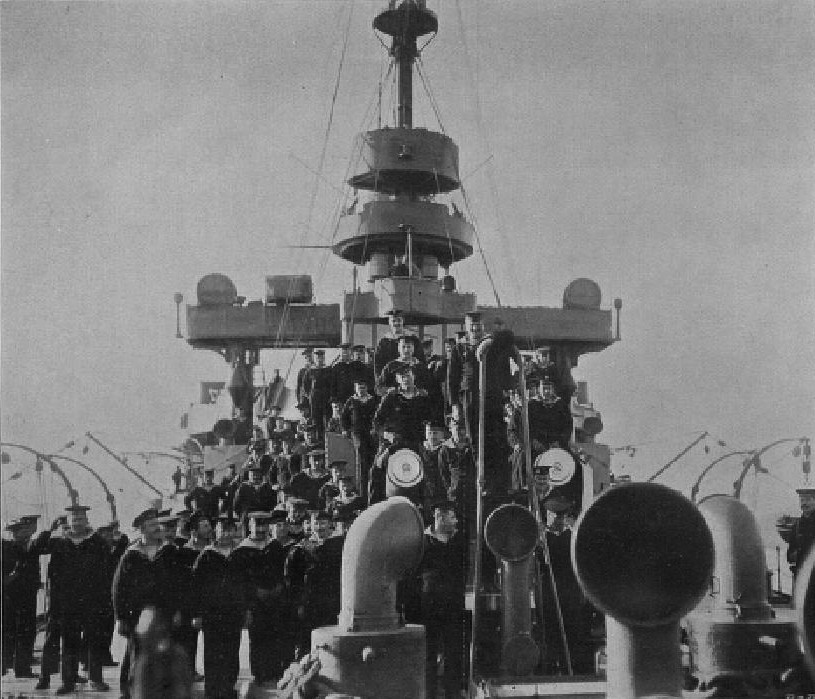
Věž na válečné lodi SMS Erzherzog Friedrich
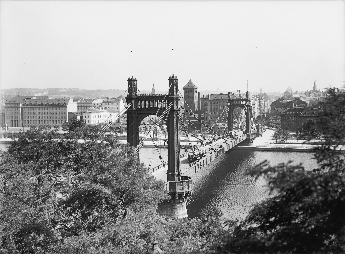
Štefánikův most v Praze z Letné (před 1928)
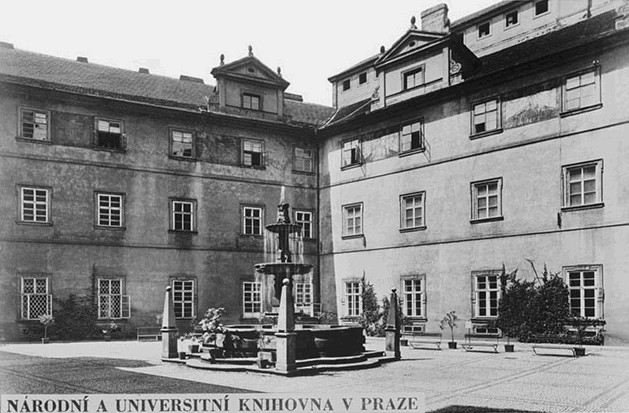
Klementinum v Praze, upravené Révové nádvoří s kašnou
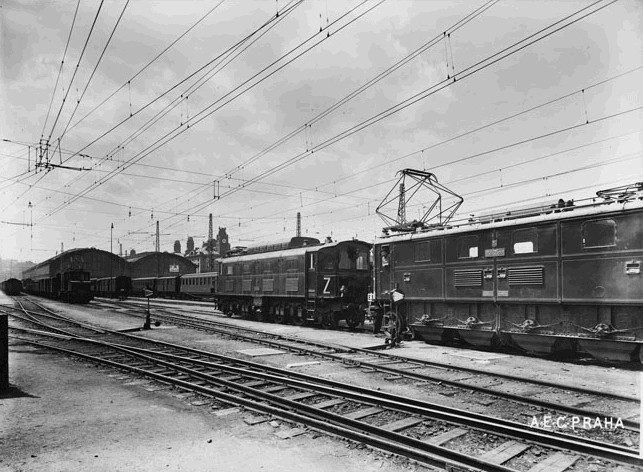
Wilsonovo nádraží v Praze – elektrifikace (červenec 1928)
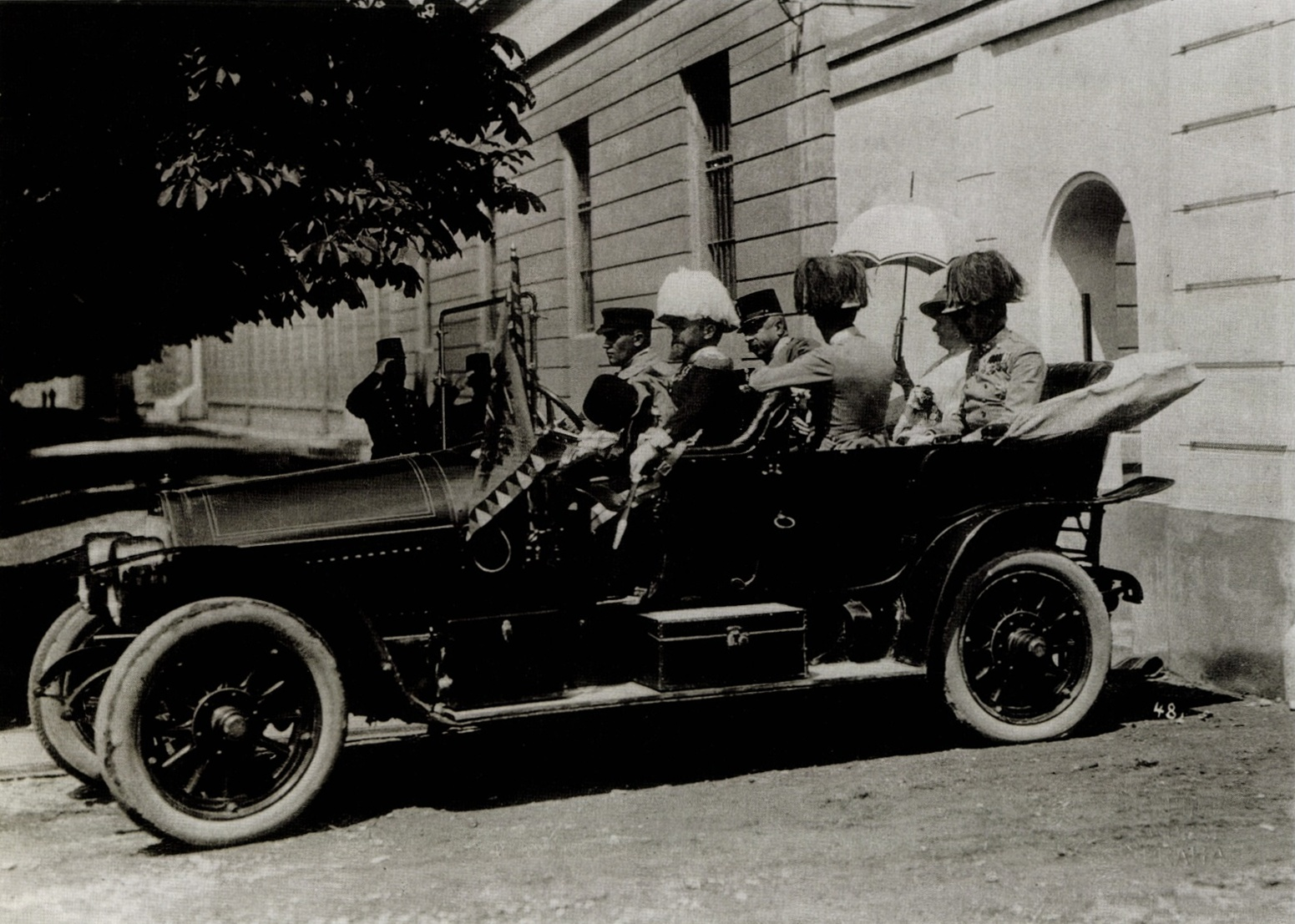
František Ferdinand d'Este s manželkou a doprovodem v den atentátu v Sarajevu (28. 6. 1914)